# Dentoglobigerina
Dentoglobigerina es un género de foraminífero planctónico de la familia Catapsydracidae, de la superfamilia Globorotalioidea, del suborden Globigerinina y del orden Globigerinida. Su especie tipo es Globigerina galavisi. Su rango cronoestratigráfico abarca desde el Luteciense superior (Eoceno medio) hasta la Piacenziense inferior (Plioceno superior).

## Descripción
Dentoglobigerina incluía especies con conchas trocoespiraladas, globigeriniformes; sus cámaras eran globulares, creciendo en tamaño de manera rápida; sus suturas intercamerales eran incididas y rectas; su contorno ecuatorial era subcuadrado y lobulado; su periferia era redondeada; su ombligo era moderadamente amplio y profundo; su abertura principal era interiomarginal, umbilical (intraumbilical), con forma de arco bajo asimétrico y protegida por un diente triangular; los dientes de las aberturas de las cámaras precedentes pueden permanecer relictas en el área umbilical; presentaban pared calcítica hialina, fuertemente perforada con poros en copa y crestas interporales, y superficie fuertemente reticulada y espinosa (bases de espinas), pustulada en el área umbilical.

## Discusión
Clasificaciones posteriores han incluido Dentoglobigerina en la familia Globigerinidae.

## Paleoecología
Dentoglobigerina incluía especies con un modo de vida planctónico, de distribución latitudinal cosmopolita, preferentemente tropical-subtropical, y habitantes pelágicos de aguas intermedias y profundas (medio mesopelágico superior a batipelágico superior, en la termoclina).

## Clasificación
Dentoglobigerina incluye a las siguientes especies:
- Dentoglobigerina altispira †
  - Dentoglobigerina altispira globosa †
- Dentoglobigerina baroemoenensis †
- Dentoglobigerina galavisi †
- Dentoglobigerina globosa †
- Dentoglobigerina globularis †
- Dentoglobigerina langhiana †
- Dentoglobigerina larmeui †
- Dentoglobigerina yeguaensis †

Otras especies consideradas en Dentoglobigerina son:
- Dentoglobigerina ampliapertura †
  - Dentoglobigerina ampliapertura cancellata †
- Dentoglobigerina conica †
- Dentoglobigerina corpulenta †, aceptada como Globigerina corpulenta
- Dentoglobigerina eocaena †
- Dentoglobigerina gortanii †, aceptada como Subbotina gortanii
- Dentoglobigerina obesa †
- Dentoglobigerina pozonensis †
- Dentoglobigerina praedehiscens †
- Dentoglobigerina praeturritilina †, aceptada como Subbotina praeturritilina
- Dentoglobigerina pseudovenezuelana †
- Dentoglobigerina tripartita †, aceptada como Globoquadrina tripartita
- Dentoglobigerina venezuelana †, aceptada como Globigerina venezuelana
- Dentoglobigerina winkleri †